# Carretera nacional N-332 (Spagna)
La Carretera Nacional N-332 (strada statale 332) è una strada statale spagnola che unisce Vera a Valencia seguendo la costa mediterranea.
La N-332 riveste notevole importanza in quanto attraversa molte località turistiche della Costa Cálida, della Costa Blanca e della Costa di Valencia tra cui Mazarrón, La Manga, Torrevieja, Alicante, Benidorm, Calp, Dénia e Gandia.
Dai primi anni 2000 la gestione della N-332 è passata all'Andalusia per il tratto Vera-Pulpí ed alla regione di Murcia per il tratto Águilas-Cartagena; in questi due tratti la strada è stata pertanto riclassificata rispettivamente come A-332 e RM-332. Il tratto tra Cartagena e Valencia è invece rimasto in gestione allo Stato spagnolo.

## Percorso
La N-332 nasce dall'uscita n° 537 dell'autovía A-7 (E15) nei pressi di Vera (Almería) e prosegue verso nord-ovest fino al confine con la regione di Murcia. Qui confluisce nella superstrada Lorca-Águilas (RM-11) per una decina di km circa per poi riprendere il suo percorso verso Cartagena toccando Mazarrón e la riserva naturale della Sierra de la Muela, Cabo Tiñoso y Roldán. Dopo aver attraversato il centro urbano di Cartagena, la strada passa sotto la gestione dello Stato prendendo la denominazione N-332 e dirigendosi verso La Manga seguendo la costa per poi attraversare San Javier, San Pedro del Pinatar ed entrando nella Comunità Valenciana. Attraversa Torrevieja, Guardamar del Segura, passa in prossimità dell'aeroporto di Alicante-Elche per poi attraversare Alicante. Tocca infine Benidorm, Calp, il parco naturale del Massiccio del Montgó, Dénia e Gandia per poi terminare il suo percorso immettendosi nell'autostrada A-38 per Valencia nei pressi di Sueca.

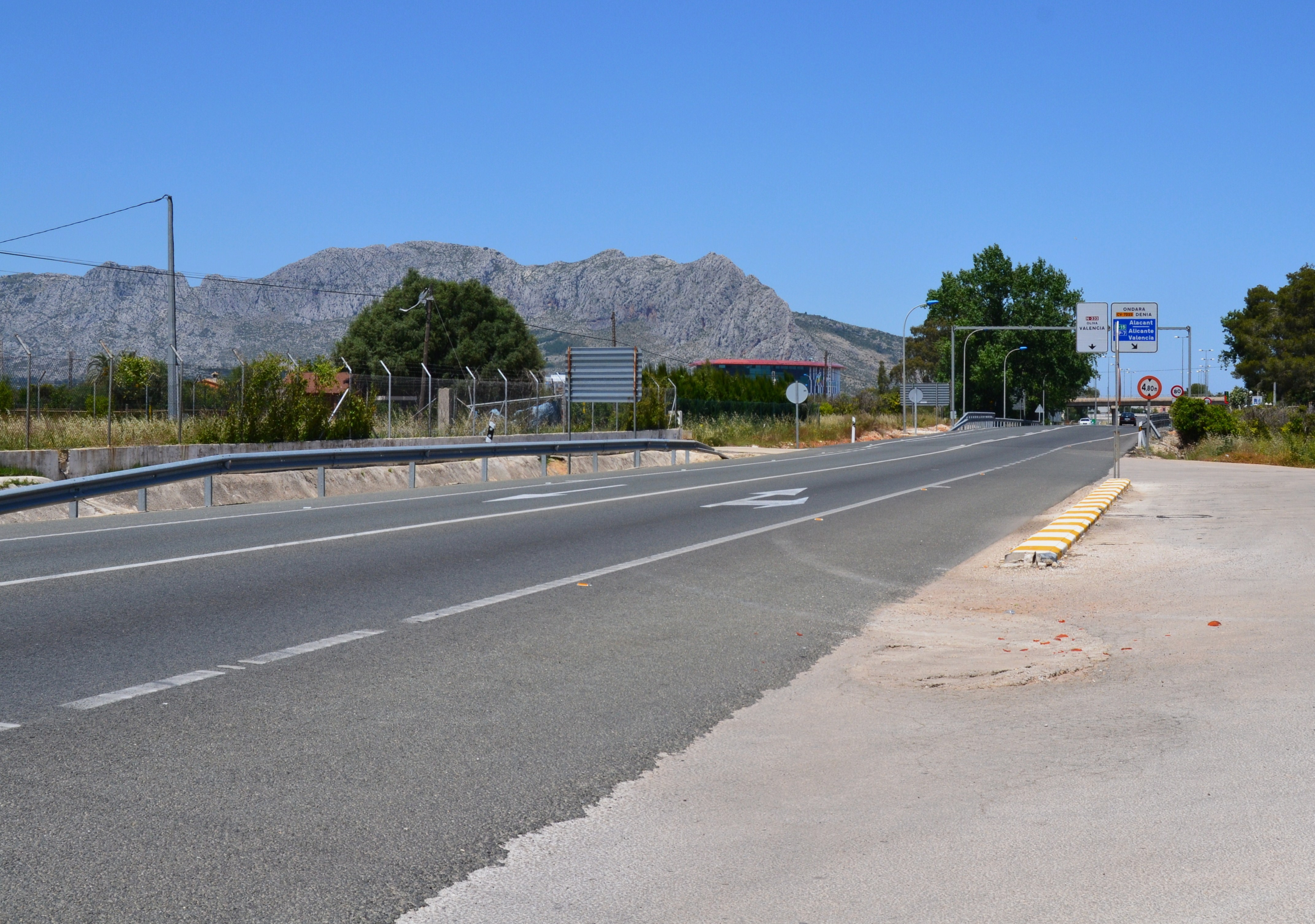
La N-330 nei pressi di Dénia